# Wilfried Peffgen
Wilfried Peffgen (* 1. Oktober 1942 in Köln; † 9. Mai 2021 ebenda) war ein deutscher Radrennfahrer.

## Leben
Wilfried Peffgen probierte in seiner Jugend zunächst andere Sportarten wie Hand- und Fußball aus, bis er beim Radsport landete und als 16-jähriger deutscher Straßenmeister der Junioren wurde. 1962 belegte er den vierten und 1964 den zweiten Platz bei der deutschen Straßenmeisterschaft der Amateure. 1964 gewann er den Großen Conti-Straßenpreis und Rund um Köln. Bei den Olympischen Spielen 1964 in Tokio wurde er Sechster im olympischen Straßenrennen und ein Jahr später deutscher Straßenmeister. 1965 bestritt er zum zweiten Mal die Tour de l’Avenir und sicherte sich den Sieg auf der ersten Etappe in Köln und somit das Gelbe Trikot. Bei den UCI-Straßen-Weltmeisterschaften 1965 empfahl er sich mit dem siebenten Platz für eine Karriere im Profilager, die im Dezember 1965 beim Kölner Sechstagerennen begann.
Der Kölner fuhr 190 Sechstagerennen, die meisten davon mit seinem langjährigen Partner Albert Fritz. Dabei brachte er es auf 16 Siege, 41 zweite und 29 dritte Plätze. Seine größten Erfolge auf der Bahn hatte Peffgen jedoch als Steher. Dreimal – 1976, 1978 und 1980 – wurde er gemeinsam mit seinem langjährigen Schrittmacher Dieter Durst Weltmeister in dieser Disziplin und fünfmal Europameister.
Viermal startete Peffgen bei der Tour de France: 1967 in der deutschen Nationalmannschaft (ausgeschieden nach einem Bruch des Schlüsselbeines auf der 13. Etappe), 1969 im Salvarani-Team als Helfer von Rudi Altig (52. der Gesamtwertung), 1972 in der deutschen Rokado-Mannschaft (63.) und 1973 ebenfalls im Rokado-Team, als er wiederum Paris nicht erreichte. 1968 errang er bei der Vuelta a España einen Etappensieg, und 1972 wurde er deutscher Straßenmeister. Bei der Straßenweltmeisterschaft 1972 fuhr er als 16. über den Zielstrich. Insgesamt gewann er als Profi neun Straßenrennen in Belgien, Spanien, Großbritannien, der Schweiz und in der Bundesrepublik, zuletzt 1981 in Göppingen. Ab 1974 fuhr er fast nur noch Steher- und Sechstagerennen und verabschiedete sich am 2. Januar 1983 als Aktiver bei den Kölner Six-Days mit einem zweiten Platz.
1967 eröffnete Peffgen gemeinsam mit seiner Frau eine Tankstelle in Köln-Longerich. Dort hatte er 1964 und 1965 das Rennen Rund um Köln-Longerich (später Cologne Classic) gewonnen.
Später betrieb er in Köln ein Fahrradgeschäft und war zudem Sportlicher Leiter bei Sechstagerennen, so etwa bis 2009 beim Sechstagerennen Dortmund.
Wilfried Peffgen starb am 9. Mai 2021 in Köln und wurde auf dem Friedhof Worringen beigesetzt.

## Erfolge

### Straße
| 1959 - Deutscher Junioren-Meister – Straßenrennen 1964 - Rund um Köln (Amateure) - eine Etappe Berlin-Rundfahrt 1965 - Deutscher Amateur-Meister – Straßenrennen - eine Etappe Tour de l’Avenir 1966 - Grosser Preis des Kantons Aargau 1968 - eine Etappe Vuelta a España 1972 - Deutscher Meister – Straßenrennen 1973 - eine Etappe Vuelta a Mallorca 1971 - Europameister – Zweier-Mannschaftsfahren (mit Sigi Renz) 1973 - Europameister – Zweier-Mannschaftsfahren (mit Sigi Renz) 1976 - Weltmeister – Steherrennen 1977 - Europameister – Steherrennen - Deutscher Meister – Zweier-Mannschaftsfahren (mit Albert Fritz) 1978 - Weltmeister – Steherrennen - Europameister – Steherrennen | 1979 - Europameister – Steherrennen - Deutscher Meister – Steherrennen 1980 - Weltmeister – Steherrennen - Europameister – Steherrennen 1981 - Weltmeisterschaft – Steherrennen - Europameister – Steherrennen 1982 - Weltmeisterschaft – Steherrennen - Europameisterschaft – Steherrennen - Deutscher Meister – Zweier-Mannschaftsfahren (mit Horst Schütz) 1972 Münster (mit Albert Fritz) und Zürich (mit Albert Fritz und Graeme Gilmore) 1973 Köln und Münster (mit Albert Fritz) 1976 Köln (mit Dieter Kemper), Herning, München und Zürich (mit Albert Fritz) 1977 Bremen (mit Albert Fritz) 1978 Köln, Bremen und Münster (mit Albert Fritz) 1979 Groningen (mit René Pijnen) und Münster (mit Albert Fritz) 1980 Antwerpen (mit René Pijnen und Roger De Vlaeminck) 1982 Köln (mit Albert Fritz) |

### Grand Tour-Platzierungen
| Grand Tour            | 1967 | 1968 | 1969 | 1970 | 1971 | 1972 | 1973 |
| --------------------- | ---- | ---- | ---- | ---- | ---- | ---- | ---- |
| Vuelta a EspañaVuelta | –    | 22   | –    | –    | –    | –    | –    |
| Giro d’ItaliaGiro     | –    | 50   | –    | –    | –    | –    | –    |
| Tour de FranceTour    | DNF  | –    | 52   | –    | –    | 63   | DNF  |